# 水牛草
水牛草（学名：Cenchrus ciliaris）为禾本科蒺藜草属下的一个种。

## 扩展阅读
- 維基物種上的相關：水牛草